# De Batswingers
TTV De Batswingers is een tafeltennis-vereniging te Gilze in de provincie Noord-Brabant.
De vereniging is actief in de NTTB en voorheen in de regionale tafeltennisbond De Baronie te Breda. De eerste 25 jaar van de geschiedenis van de vereniging, opgericht in 1958, is beschreven in een boek. Onze recentere geschiedenis vind je op de "diamanten" website.
De vereniging organiseert jaarlijks in sporthal Achter de Tuintjes te Gilze: een teamtoernooi voor jeugd en senioren (in december) en ZuidWest afdelingskampioenschappen jeugd (in mei).
- Batswingers was ook de naam van een tafeltennisvereniging in Den Haag die eind jaren 50 en begin jaren 60 vijf keer landskampioen waren bij de NTTB dames.
- The Batswingers was ook een tafeltennisvereniging in Yde in de provincie Drenthe, maar die is inmiddels (2021?) opgeheven.